# Ars nova
Nella storia della musica, l'ars nova (latino per tecnica nuova) è quel periodo convenzionale della musica medievale trecentesca caratterizzato da un sistema di notazione ritmico-musicale nuovo rispetto a quello dei secoli precedenti.
Lo studioso tedesco Hugo Riemann utilizzò il termine ars nova per indicare l'intera produzione polifonica del XIV secolo, caratterizzata da una serie di caratteri innovativi - non solo notazionali ma anche stilistici - che comparvero quasi contemporaneamente in Francia e in Italia. Pur ritenendo che le innovazioni stilistiche avessero avuto origine in Italia e fossero state accolte in Francia subito dopo (ipotesi non accolta da studiosi successivi), Riemann mutuò il termine dal trattato di Philippe de Vitry intitolato Ars Nova Musicae, nel quale l'autore, contrapponendo la musica del suo tempo a quella delle generazioni precedenti, esaminava minutamente, più che le nuove forme musicali, i nuovi sistemi di notazione che esse avevano comportato. Altro teorico importante del periodo, autore del trattato Musica practica e fautore dell'ars nova, fu Johannes de Muris.
In contrapposizione al termine ars nova si usa indicare come ars antiqua o ars vetus la produzione polifonica dei secoli XII-XIII.

## Ars nova in Italia
La fioritura musicale avvenuta in Italia (in particolare nelle corti di Verona, Milano e nella Firenze comunale) nella seconda metà del Trecento viene chiamata ars nova per le analogie con la musica d'oltralpe, anche se manca nel passato italiano una corrispondente ars antiqua. Nel caso italiano, l'ars nova è un fenomeno culturale d'élite, come si evince dalla forma più praticata: il madrigale di argomento cavalleresco e cortese.
Verso il 1377 l'ars nova francese e italiana erano ormai strettamente intrecciate: nella notazione di Marchetto da Padova, per esempio, si inseriscono le figure ritmiche di Philippe de Vitry (come spiegato più avanti nel paragrafo Il cambiamento della notazione musicale), la ballata diventata a 2 voci sostituisce quasi completamente il madrigale.

## Il cambiamento della notazione musicale

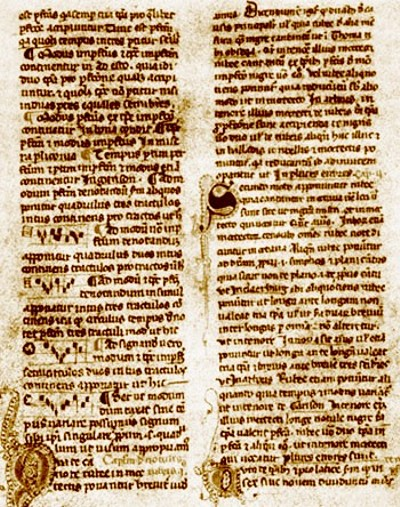
Trattato Ars Nova Musicae di Philippe de Vitry

Philippe de Vitry nel suo citato Ars Nova Musicae effettua queste trasformazioni notazionali:
- Viene aggiunta la maxima o duplex longa come valore superiore alla longa; poi, come valori inferiori, la semibrevis e la minima;
- La brevis diventa l'unità di misura di una pulsazione musicale;
- Nuova concezione del tempo: se il rapporto tra un valore musicale e un altro era di 3, allora si diceva che il tempo era rectum, o perfectum. Se invece il rapporto era 2, si diceva che il tempo era àlterum, o imperfectum;
- Si cominciano a porre all'inizio del brano le chiavi e i modi.

## Composizioni e compositori dell'ars nova francese
Il più grande teorico dell'ars nova è Philippe de Vitry, autore di mottetti in latino e francese (si trattava di composizioni politestuali: una o più voci cantavano in latino, le altre in francese), di argomento soprattutto politico.
Il più grande musicista francese fu invece Guillaume de Machaut. Egli compose la Messe de Notre-Dame (la prima composta integramente da un unico autore).
Machaut comunque non disdegnò la composizione di canzoni discantiche (chanson) a formes fixes tipiche del '300 francese: si tratta di lavori in forma di rondeau, di virelai e di ballade.

## Tecniche compositive francesi
In Francia, tutte queste composizioni vengono elaborate secondo tecniche contrappuntistiche molto complesse e raffinate come:
- l'hoquetus, detta anche tecnica "a singhiozzo": una voce tace quando l'altra canta e viceversa.
- la chace, in cui una voce ripete in ritardo ciò che l'altra voce ha appena cantato (tecnica del canone).
- il chiasmo, in cui due voci si scambiano, incrociandosi, due motivi.
- il canone cancrizzante (o retrogrado) in cui una voce canta la melodia dell'altra voce partendo dalla fine (all'indietro): l'esempio più famoso il brano Ma fin est mon commencement di Machaut.

## Forme e composizioni dell'ars nova italiana
Rispetto all'ars nova francese, la forma italiana risulta più semplice e meno contrappuntisticamente intricata.
- mottetto: questa forma non ebbe gran diffusione. Si ricordano tre mottetti scritti da Marchetto da Padova, uno di Jacopo da Bologna e altri frammenti di mottetti composti in onore di dogi veneziani.
- madrigale: è un componimento a forme fixe, strofico; era solitamente a due voci. Importanti autori di madrigali sono Giovanni da Cascia, Piero, Jacopo da Bologna.
- caccia: a tre voci, nei suoi testi si presentano scene di caccia, gare, giochi all'aperto, mercato.
- ballata: è una forme fixe monodica destinata ad accompagnare danze collettive; per questo ogni stanza (strofa) viene divisa in due piedi (o mutazioni), intonati su uno stesso motivo. Il maggior esponente di questo genere fu Francesco Landini di Firenze.

## Strumenti musicali durante l'ars nova
I manoscritti musicali dell'epoca non riportano alcuna indicazione degli strumenti da usare. Le fonti letterarie, le opere teoriche e soprattutto l'iconografia (miniature, dipinti e sculture) del XIV secolo attestano una larga diffusione dei seguenti strumenti:
- Organo portativo
- Liuto
- Salterio
- Viella
- Tromba
- Flauto
- Arpa
- Campane

Nonché di vari tipi di strumenti a percussione. Il cornetto, strumento molto rinomato nei secoli XVI e XVII, figura in un dipinto di Taddeo Gaddi del 1335, ma non si hanno evidenze di un suo diffuso utilizzo fino alla fine del XV secolo.